# Pelito
Pelito fue una telecomedia argentina destinada al público infantil, ideada por Máximo Soto y Eduardo Thomas, emitida por Canal 13 en la década de los 80. La primera temporada se inició en 1983 culminando en 1986 en su cuarta temporada. Comenzó a emitirse los sábados aunque muy pronto ocupó el horario de las 18:00 de lunes a viernes. Entre los jóvenes actores que participaron en la tira se encuentran Adrián Suar, Guido Kaczka, Julián Weich, Pepe Monje y Gustavo Bermúdez.

## Sinopsis
La trama se basa en las aventuras y vivencias de un grupo de niños, adolescentes y preadolescentes que viven en el mismo barrio.

## Elenco
- Adrián Suar - Martín
- Pepe Monje - Nico
- Claudia Flores - Diana
- Emiliano Kaczka - Jorge
- Leandro Felipe Martínez - Leandrito
- Solange Mathou - Betiana
- Gabriel Bauducco - Miguel
- Jorge Pollini - Arturo
- Damián Canavezzio - Luis
- Analía Kaczka - Bichi
- Paula Dougan - Pelusa
- Karina Terén - Ana
- Julián Weich - Hernán
- Gustavo Bermúdez - Federico
- Noelia Noto - Silvia
- Leonardo García - Angelito
- Fernando Cabaut - Amadeo
- Natalia Di Salvo - Naty
- Paula Canals - Andrea
- Francisco Nápoli - Mariano
- Estela Kiesling - Lucía
- Graciela Juárez - Lena
- Norberto Gonzalo - Sergio
- Ana Ferrer - Beatriz
- Carlos Weber - Matías
- Regina Lamm
- Alberto Bonez - Néstor
- Elena Pérez Rueda
- Max Berliner - Kobal
- Jorge Baza de Candia
- María Fiorentino
- Ricardo Félix
- Lorena Paola - Paola
- Adriana Brodsky - Adriana
- Alejandra Aquino - Cinthia
- Marisa Varela - Gladys
- Liliana Benard - Lily
- Víctor Bruno
- Mariano Morelli - Felix
- Maria Laura Torres - Laura
- María Fernanda Torres - Fernanda

Equipo técnico
- Autores: María Teresa Forero / María José Campoamor /Eduardo Thomas
- Vestuario: Marta Trobbiani
- Escenografía: Marina
- Iluminación: Jorge Aguiló
- Producción general: Jorge Palaz
- Asistente de dirección: Eduardo Medina
- Dirección: Eduardo Mazzitelli